# Alo Dupikov
Alo Dupikov (Kehtna, 5 november 1985) is een voormalig voetballer uit Estland, die onder meer uitkwam voor FC Flora Tallinn. Hij speelde als aanvaller.

## Interlandcarrière
Onder leiding van bondscoach Tarmo Rüütli maakte Dupikov zijn interlanddebuut voor Estland op 29 mei 2009 in de vriendschappelijke wedstrijd tegen Wales (1-0) in Llanelli, net als Eino Puri, Vitali Gussev en Kristian Marmor. Hij moest in die wedstrijd na 73 minuten plaatsmaken voor Marmor.

## Erelijst
FC Flora Tallinn
- Estisch landskampioen

2010, 2011
- Beker van Estland

2008, 2009, 2011